# Martin Hebík
Martin Hebík (České Budějovice, 11 november 1982) is een Tsjechisch voormalig wielrenner. In 2018 sloot hij zijn loopbaan als wielrenner af bij CK Pribram Fany Gastro.

## Belangrijkste overwinningen
2006
3e etappe T-Mobile Criterium Tour
5e etappe T-Mobile Criterium Tour
Eindklassement T-Mobile Criterium Tour
2008
Proloog en 2e etappe Ronde van Szeklerland
Eindklassement Ronde van Szeklerland
2010
Proloog: Ronde van Mazovië

## Ploegen
- 2002 –  AC Sparta Praha
- 2003 –  AC Sparta Praha
- 2004 –  AC Sparta Praha
- 2005 –  AC Sparta Praha
- 2006 –  AC Sparta Praha
- 2007 –  Heinz Von Heiden-Focus
- 2008 –  AC Sparta Praha
- 2009 –  PSK Whirlpool-Author
- 2010 –  PSK Whirlpool-Author
- 2015 –  CK Pribram Fany Gastro
- 2016 –  CK Pribram Fany Gastro
- 2017 –  CK Pribram Fany Gastro
- 2018 –  CK Pribram Fany Gastro